# Литературно-мемориальный музей Ал. Алтаева
Литературно-мемориальный музей Ал. Алтаева — музей в деревне Лосицы в Плюсском районе Псковской области. Расположен на высоком берегу реки Плюссы в деревянном усадебном доме в стиле ампир, построенном в конце XVIII века. Посвящён жизни и творчеству писательницы Маргариты Владимировны Ямщиковой, работавшей под псевдонимом «Ал. Алтаев». Является филиалом ГБУК Псковской области «Военно-исторический музей-заповедник».

## Описание
Поначалу (впервые в 1895 году) М. В. Ямщикова приезжала сюда в гости к Варваре Николаевне Писаревой и её дочери, владелицам усадьбы Лог с 1890 года. Позднее, в 1926 году она приобрела в собственность флигель от барского дома, где жила и работала в летние периоды с 1927 по 1958 год (за исключением военных лет). В музее сохранилась мебель, которой пользовалась Маргарита Владимировна, в частности рояль, стол, за которым она работала. Здесь же представлены фотографии, рассказывающие о жизни писательницы и её близких, документы, личные вещи.
В своей книге «Памятные встречи» Ямщикова писала:

«Я люблю Гдовщину, её леса, поля и прозрачную глубь реки Плюссы; милую Гдовщину, овеянную седыми преданиями, с её братскими могилами, оставшимися от древних битв, с её подмогильем-„городищем“, с языческими могилами и кладами, с её своеобразным говором...»
Подробно о своей жизни в деревне она рассказала в автобиографической повести «Гдовщина».